# Admiral
Admiral is een hopvariëteit, gebruikt voor het brouwen van bier.
Deze hopvariëteit is een “bitterhop”, bij het bierbrouwen voornamelijk gebruikt voor zijn bittereigenschappen. Deze Engelse variëteit werd gekweekt einde jaren negentig in het Wye College te Kent als alternatief voor Target.

## Kenmerken
- Alfazuur: 13,5 – 16,2%
- Bètazuur: 4,8 – 6%
- Eigenschappen: gebalanceerde bitterheid en een minder scherp aroma dan Target